# Vasconcelândia
A Vasconcelândia foi um empreendimento brasileiro idealizado pelo humorista José Vasconcellos que, após viajar para Los Angeles e visitar a Walt Disney Land, voltou ao Brasil com a ideia de implantar um parque temático análogo no Brasil. O projeto do parque, contudo, não foi concretizado e acabou por levar Vasconcellos quase à falência.

## Histórico
José Vasconcellos fundou em 1968 a "Vasconcelândia Empreendimentos Turísticos S/A", recebendo de um amigo um terreno de 1 milhão de metros quadrados localizado em Guarulhos, próximo ao bairro de Bonsucesso. O local serviria para abrigar seu empreendimento, no qual teria restaurantes, hotel, lagos com ilhas artificiais, brinquedos e representações das cidades brasileiras.  Contudo, Vasconcelos enfrentou a falta de apoio ao empreendimento e as consequentes dificuldades financeiras deixaram a Vasconcelândia parada durante quase 10 anos, levando o humorista quase à falência. Por pressão da família do comediante, ele arrendou o negócio para um grupo do Rio de Janeiro e em 1997, o parque foi a leilão para saldar uma dívida com o governo federal.
| “                   | A ideia valeu a pena e não me arrependo de ter feito. | ” |
| — José Vasconcellos |                                                       |   |

## Links
- São Paulo Antiga: Isto é a Vasconcelândia